# Coupe Camel
 (mars 2023).
Si vous disposez d'ouvrages ou d'articles de référence ou si vous connaissez des sites web de qualité traitant du thème abordé ici, merci de compléter l'article en donnant les références utiles à sa vérifiabilité et en les liant à la section « Notes et références ».
La Coupe Camel est une compétition de football qui s'est déroulée à Los Angeles en 1988 et en 1991.

## Palmarès
Coupe Nations Camel
- 1988 :  Brésil olympique 3-0 Club América

Coupe Camel
- 1991 :  CF Monterrey 0-0 (5-3 pen) CD Deportivo Luis Angel Firpo